# Martijn van Helvert
Martijn Johanna Franciscus van Helvert (Sittard, 7 april 1978) is een Nederlands voormalig politicus namens het CDA. Sinds 19 september 2022 is hij managing partner en eigenaar van Meines Holla & Partners.

## Opleiding
Van Helvert groeide op in Sittard waar hij het gymnasium op het College Sittard doorliep. Hij studeerde sociale geografie (propedeuse) en geschiedenis aan de Universiteit Utrecht, waar hij in 2003 afstudeerde. Van 2002 tot 2007 was hij docent geschiedenis en antieke cultuur in het voortgezet onderwijs.

## Politieke loopbaan
Van Helvert was al op jonge leeftijd actief in het CDA. Hij was - naast het bekleden van een aantal bestuurlijke functies in de partij - lid van de gemeenteraad van Susteren (1998-2003) en, na een gemeentelijke fusie, van de gemeenteraad van Echt-Susteren (2003-2009). Van 2007 tot 2010 was hij persoonlijk medewerker van de Limburgse gedeputeerde Noël Lebens. Van 2010 tot 2014 was hij beleidsmedewerker bij de gemeente Heerlen. Van Helvert werd in 2011 gekozen tot lid van Provinciale Staten van Limburg. Hij was fractievoorzitter van 2011 tot 2014.
Van Helvert stond in 2010 en in 2012 op de kandidatenlijst van het CDA voor de Tweede Kamerverkiezingen en behaalde respectievelijk 8.343 en 14.952 stemmen. In beide gevallen werd hij niet gekozen. Na het aftreden van Eddy van Hijum als Kamerlid was hij de eerste opvolger; hij werd op 12 november 2014 geïnstalleerd als lid van de Tweede Kamer, waar hij toetrad tot de commissie Infrastructuur en Waterstaat.
Eind januari 2015 hield Van Helvert zijn maidenspeech waarbij hij refereerde aan het besluit dat de Bondsdag in 1848 nam om Limburg af te scheiden van Nederland. Dat mislukte om meerdere redenen, waardoor Van Helvert nu als Limburger, als Nederlander en Europeaan voor het CDA in de Kamer kan zitten.
Tijdens de Tweede Kamerverkiezingen van 2017 stond Van Helvert op plek 16 van de CDA kandidatenlijst. Met 19.106 voorkeursstemmen werd hij direct herkozen als lid van de Tweede Kamer. In de nieuwe kamersamenstelling werd hij binnen de CDA-fractie woordvoerder Buitenlandse Zaken en trad toe tot diezelfde Kamercommissie. Tevens is hij ondervoorzitter van de commissie Landbouw, Natuur en Voedselkwaliteit.
Op 24 juni 2020 kandideerde Van Helvert zich tot verrassing van velen voor het partijleiderschap en daarmee voor het lijsttrekkerschap van het CDA bij de eerstkomende Tweede Kamerverkiezingen. Hij schoof minister van Financiën Wopke Hoekstra naar voren als zijn kandidaat voor het premierschap, maar gaf toe met hem daarover geen overleg te hebben gevoerd. Zelf zou hij bij het winnen van de verkiezingen in de Tweede Kamer willen blijven. Een coalitie met Forum voor Democratie sloot hij op voorhand niet uit. In een door EenVandaag gehouden enquête kreeg hij de voorkeur van nul procent van de deelnemers. Een dag later, op 30 juni, trok hij zich terug als kandidaat.
Tijdens de Tweede Kamerverkiezingen van 2021 stond Van Helvert op plek 24 van de CDA kandidatenlijst. De 15.212 voorkeursstemmen waren te weinig om rechtstreeks te worden verkozen. Op 30 maart 2021 nam hij afscheid van de Tweede Kamer. Bij zijn afscheid werd hij benoemd tot ridder in de Orde van Oranje Nassau.
Van Helvert was van 3 juni tot en met 8 september 2021 tijdelijk wethouder van Roerdalen ter vervanging van de zieke Eugenie Cuijpers. Op 6 augustus van dat jaar werd bekendgemaakt dat Cuijpers stopt als wethouder van Roerdalen en Van Helvert verder gaat als wethouder. Van Helvert nam op 29 maart 2022 afscheid als wethouder van Roerdalen.

## Na de politiek
Sinds april 2021 is Van Helvert consultant op het gebied van lobby en reputatiebeheer, politieke inlichtingen en communicatieadvies, procesbewaking en -toezicht, belangenbehartiging en pleitwerk. Op 1 april 2022 werd Van Helvert partner bij Meines Holla & Partners in Den Haag. Sinds 1 april 2022 is hij ook voorzitter van MKB-Limburg. Sinds 19 september 2022 is hij samen met Bert Bakker managing partner en eigenaar van Meines Holla & Partners. Sinds 28 juni 2022 is hij samen met Paul Goris duovoorzitter van ELC Limburg.

## Persoonlijk
Van Helvert is getrouwd en heeft drie kinderen.
- Parlement.com: vj0acrfyzytk